# Лебулу, Джосафат Льюис
Джосафат Льюис Лебулу (англ. Josaphat Louis Lebulu, 13 июня 1942 года, Кисангара, Танзания) — католический прелат, второй епископ Саме с 12 февраля 1979 года по 28 ноября 1998 года, первый архиепископ Аруши с 28 ноября 1998 года по 27 декабря 2017 года.

## Биография
Родился в 1942 году в городе Кисангара, Танзания. 11 декабря 1968 года был рукоположён в священники.
12 февраля 1979 года римский папа Иоанн Павел II назначил Джосафата Лебулу епископом Саме. 24 мая 1979 года состоялось его рукоположение в епископы, которое совершил архиепископ Дар-эс-Салама кардинал Лауреан Ругамбва в сослужении епископом Иринги Марио Эпифанио Абдалла Мгулунде и епископ Аруши Деннис Дарнинг.
20 августа 1997 года назначен апостольским администратором епархии Аруши. 28 ноября 1998 года Иоанн Павел II возвёл епархию Аруши в ранг архиепархии и назначил Джосафата Лебулу её первым архиепископом.
27 декабря 2017 года подал в отставку.